# Костел тринітаріїв (Берестечко)
Костел тринітаріїв (або костел Святої Тріїці) — культова споруда в м. Берестечко Луцького району Волинської області.

## Відомості
Галицький каштелян Томаш Карчевський (бл. 1630—1691) наприкінці XVII ст. володів Берестечком, 6 січня 1691 року він у м. Львові записав фундуш для римо-католицького монастиря в Берестечку.
24 липня 1711 р. заклали наріжні камені мурованого костелу Святої Трійці та монастиря тринітаріїв при ньому.
Власником Берестечка в 1765 році був Ян Якуб Замойський (люблінський староста), який записав фундуш для костелу і монастиря ордену тринітаріїв у Берестечку, що дозволило завершити спорудження мурованих костелу й монастиря.
Франциск Оленський у 1780-х роках отримав велике замовлення на виготовлення ансамблю скульптур в комплексі декоративного оздоблення костелу. Дмитро Крвавич стверджував, що стилістичні ознаки підтведжують авторство Олендзького ансамблю скульптур в костелі. Частина різьб з верхньої кондигнації головного вівтаря перебувала в Олеську.
Тут зберігалась шабля князя Єремії Вишневецького, яку в 1920 р. викрали більшовики.

## Опис
Костел — мурований, тринавний, на плані має форму хреста. Мав 8 вівтарів.

## Світлини

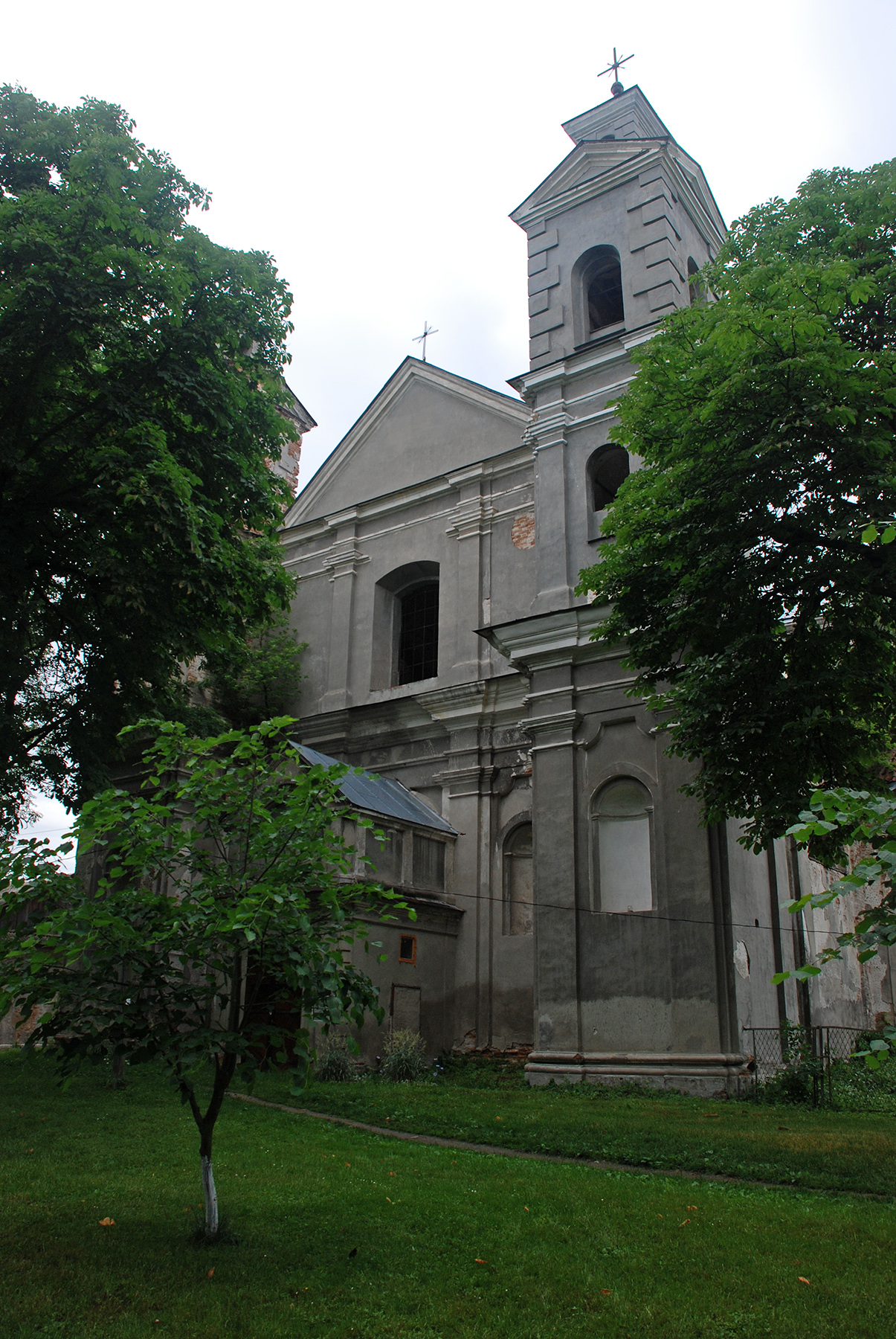
Фасад
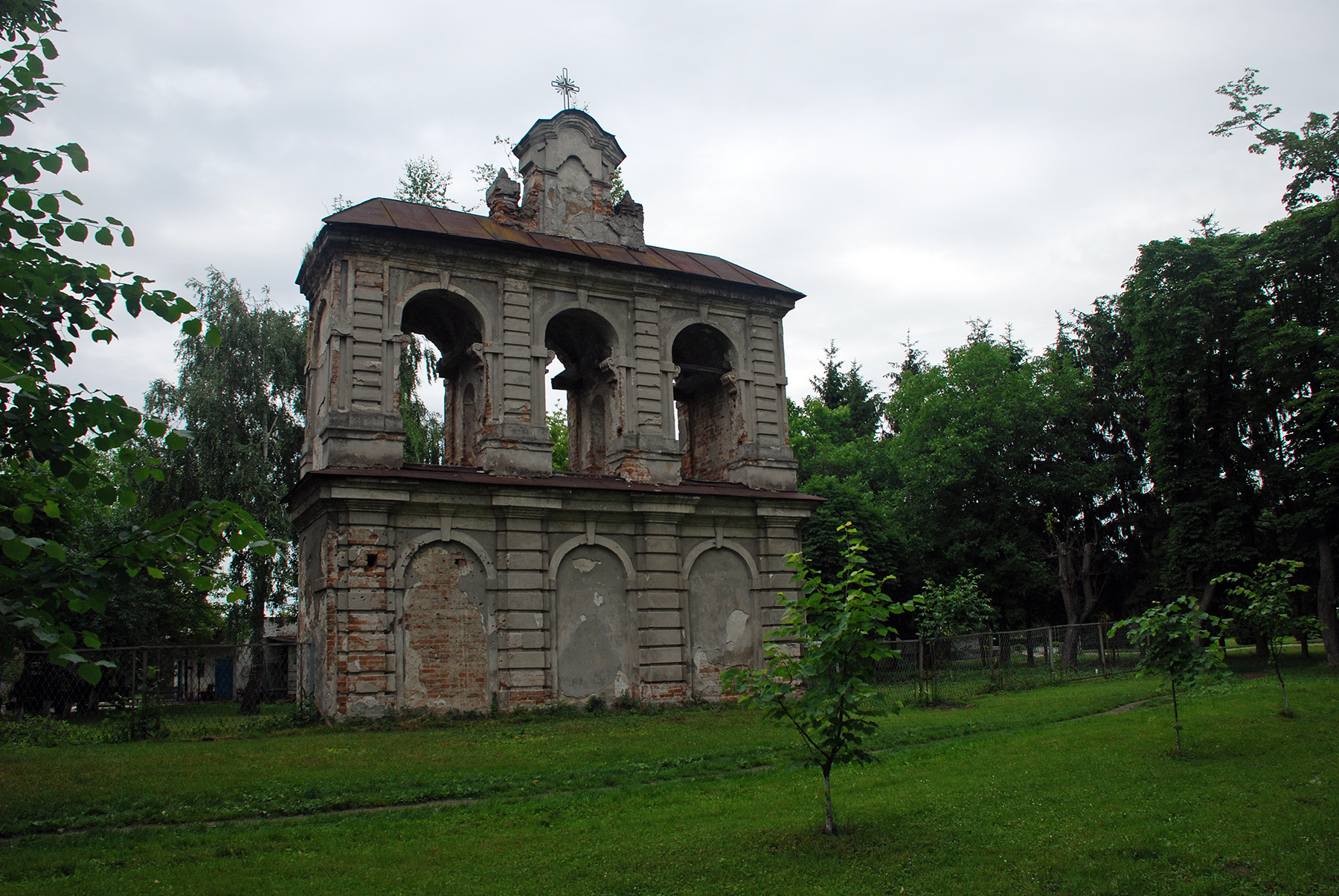
Дзвіниця